# Rudolf von Seitz

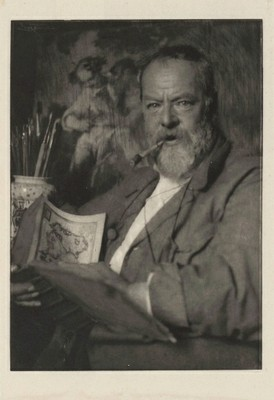
Rudolf von Seitz.

Rudolf (von) Seitz, född den 15 juni 1842 i München, död där den 18 juni 1910, var en tysk målare. Han var son till Franz von Seitz och brorson till Alexander Maximilian Seitz.
von Seitz, som var lärjunge till sin far, utförde dekorativa målningar, genrer och illustrationer. 